# Altare Heller
L'Altare Heller è un perduto dipinto a olio su tavola di Albrecht Dürer e Matthias Grünewald, databile al 1507-1509 e distrutto in un incendio nel 1729. Dell'opera restano oggi una copia dello scomparto centrale, eseguita nel 1615 e oggi allo Städel di Francoforte, e i pannelli laterali, eseguiti da aiuti su disegno del maestro, alla Staatliche Kunsthalle di Karlsruhe.

## Storia
Il dipinto fu commissionato dal ricco mercante di Francoforte Jakob Heller, per la chiesa domenicana della sua città. Nel 1615 lo scomparto centrale, l'unico completamente autografo, fu venduto a Massimiliano I di Baviera, che in quell'occasione fece fare una copia.
Trasportato a Monaco di Baviera, lo scomparto con l'Assunzione e incoronazione della Vergine fu distrutto da un incendio nel 1729.
Per quanto riguarda gli sportelli esterni, essi vennero avviati da aiuti di Dürer e nel 1509 venne chiamato Matthias Grünewald a dipingerne altri quattro, completati nel 1510. Gli sportelli furono staccati dall'altare nel Settecento e nel 1804 furono smembrati anche i pannelli, ora conservati a coppie nelle due collezioni pubbliche di Francoforte e di Karlsruhe.
L'altare doveva contenere anche una tavola - della quale però non vi è traccia nel catalogo di Grünewald - della Trasfigurazione, secondo la testimonianza del Sandrart: «pregevole è la raffigurazioni a colori all'acqua della Trasfigurazione di Cristo sul monte Tabor, e specialmente una meravigliosa nuvola nella quale appaiono Mosè ed Elia, e con quelli gli apostoli inginocchiati a terra; di invenzione, colorito e ornamenti così stupendamente raffigurati che niente la può superare, incomparabile com'è in maniera e peculiarità».

## Descrizione e stile
La pala centrale, con l'Assunzione e incoronazione della Vergine, si ispirava probabilmente alla Pala degli Oddi di Raffaello, che presenta un'analoga commissione delle due iconografie. Non si sa se l'artista ebbe modo di vederla direttamente a Perugia, in un ipotetico viaggio verso Roma al termine del suo soggiorno veneziano del 1506, oppure se la conobbe tramite copie su incisione o disegno.
Maria infatti è incoronata dalla Trinità (Gesù a destra, Dio Padre a sinistra e in alto la colomba dello Spirito Santo) e circondata da una moltitudine di cherubini, secondo un'iconografia ben radicata nel nord-Europa, usata già ad esempio in una famosa pala al Louvre di Enguerrand Quarton (1454). Sotto invece gli apostoli assistono stupiti all'assunzione di Maria in cielo, disposti attorno al sarcofago ormai vuoto.
Sullo sfondo, come tipico delle pale di quegli anni, il pittore si autoritrasse, vicino a una tabella con la sua firma e la data.
I pannelli laterali interni vennero dipinti da aiuti su disegno di Dürer. A sinistra è rappresentato il Martirio di san Giacomo, con sotto, inginocchiato in una nicchia, Jakob Heller vicino al proprio stemma. A destra il Martirio di santa Caterina d'Alessandria e la moglie Katharina von Melem. La scelta dei santi è evidentemente legata al patronimico dei donatori.

### I pannelli esterni

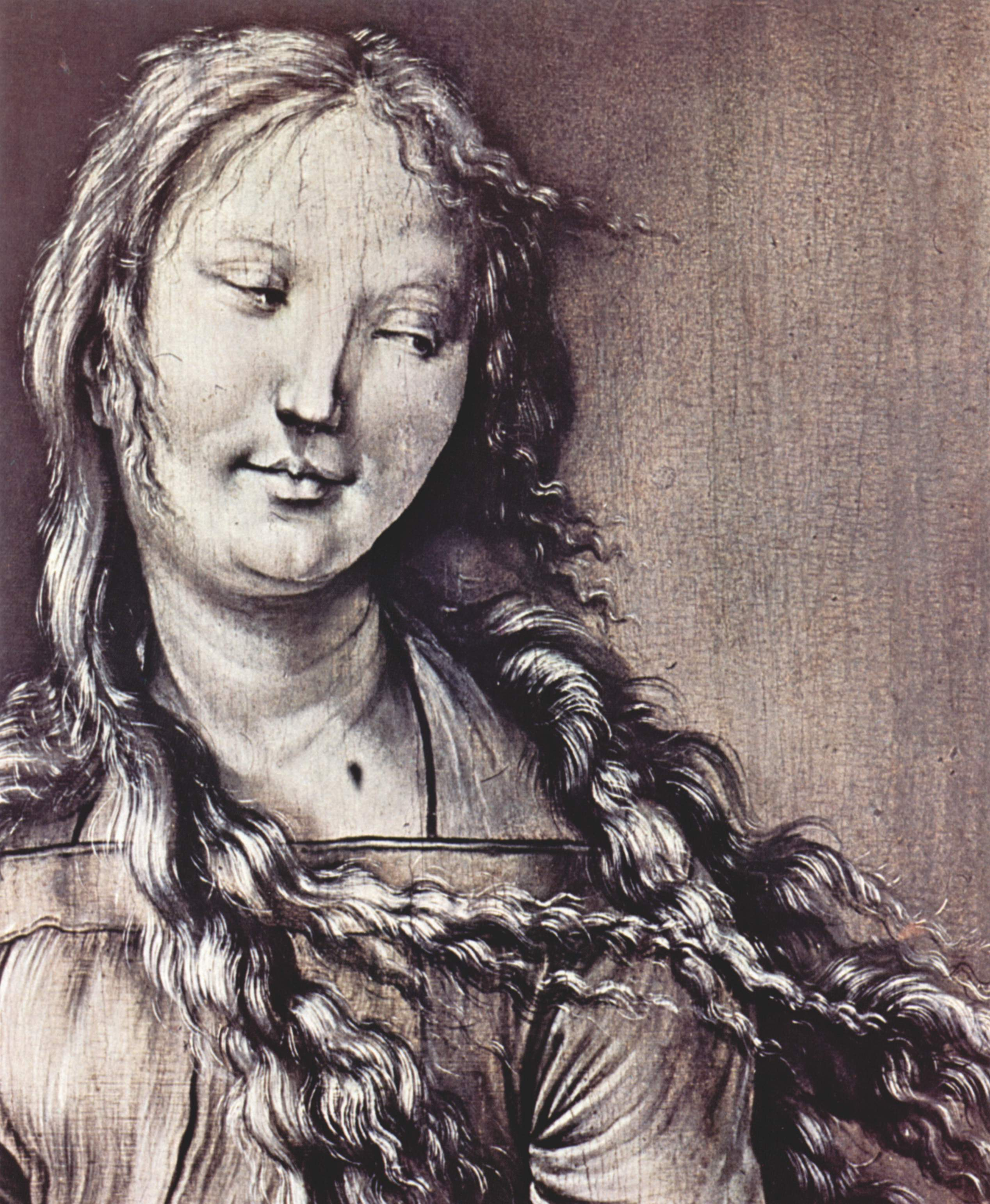
Santa martire, dettaglio

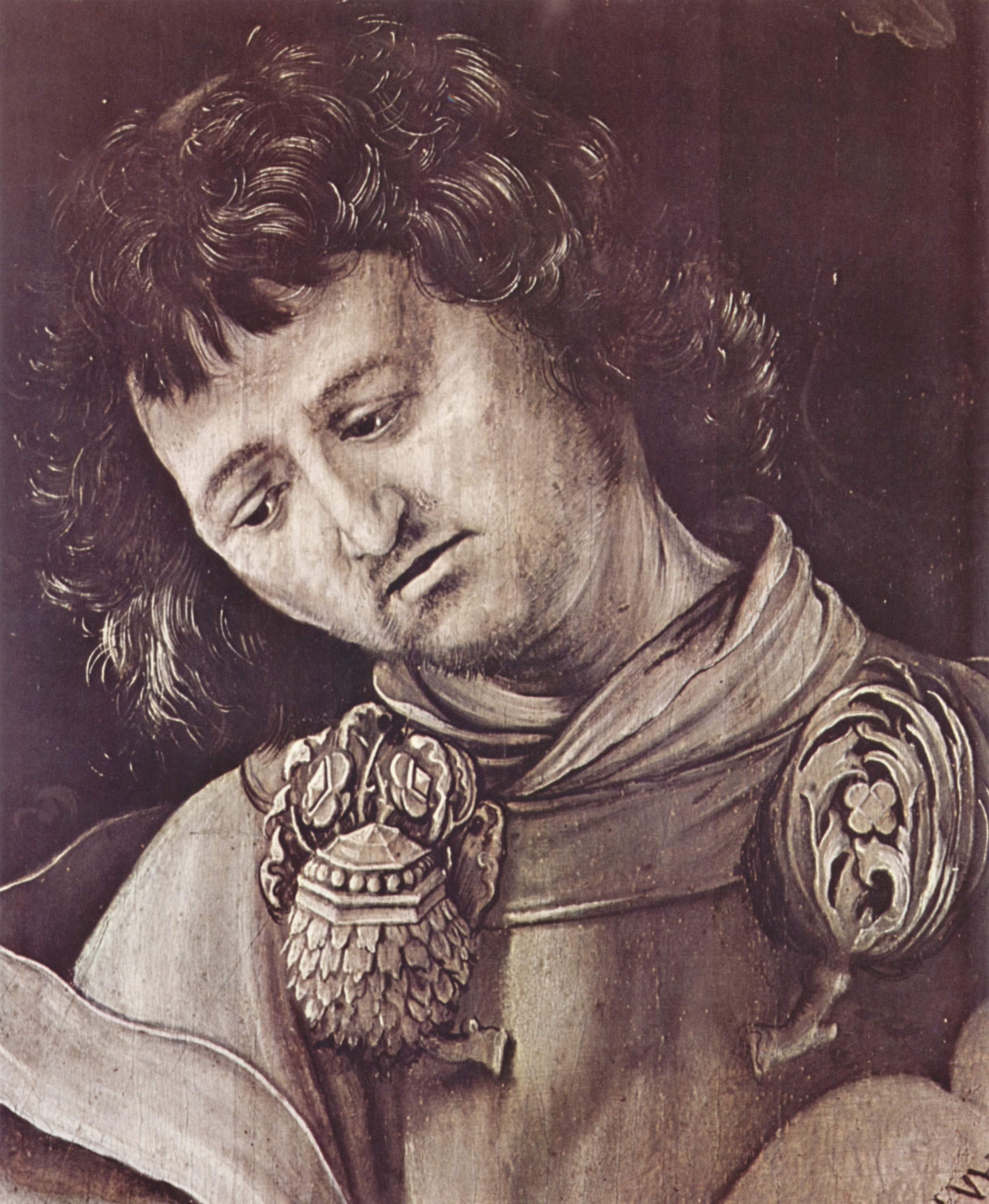
San Ciriaco, dettaglio

Nei pannelli esterni, dipinti a monocromo, pare che lavorò anche il giovane Matthias Grünewald. Si tratta di otto scomparti con altrettanti santi:
1. San Ciriaco guarisce la figlia di Diocleziano dall'ossessione (Grünewald, Städel)
2. San Lorenzo (Grünewald, Städel)
3. Santa Elisanetta di Turingia (Grünewald, Karlsruhe)
4. Santa martire (Lucia?) (Grünewald, Karlsruhe)
5. San Pietro (scuola di Dürer)
6. San Paolo (scuola di Dürer)
7. San Cristoforo (scuola di Dürer)
8. San Tommaso d'Aquino e due re santi (scuola di Dürer)

Il san Lorenzo è firmato MGN e sul retro reca tracce di una colonna avvolta dall'edera, identificata come riferimento alle colonne del tempio di Gerusalemme. Sopra la figura appare una pianta di luppolo. Notevoli pezzi di bravura sono il disegno del libro e l'ampio e soffice panneggio, ricco di pieghe, della veste che s'impiglia nella graticola - lo strumento del martirio del santo - che sembra voler richiamare i panneggi dei Quattro Apostoli di Dürer a Monaco.
Il san Ciriaco, che viene rappresentato mentre esorcizza, ai suoi piedi, la principessa Artemia, figlia di Diocleziano, regge nella mano un libro che reca la formula dell'esorcismo: AVCTORITATE DOMINI NOSTRI IHSVXPHISTI EXORCIZO TE PER ISTA TRIA NOMINA EDXAI EN ONOMATI GRAMMATON IN NOMINE PATRIS ET FILII ET SPIRITVS SANCTI AMEN. Legato il collo della ragazza con la stola, le tiene aperta la bocca con il pollice in modo che il demonio possa fuoruscire. Sopra la figura appaiono foglie di fico; sul petto porta due preziosi contenitori, probabilmente di olii, di profumi o comunque di sostanze che scongiurino i demoni.
La santa Elisabetta è rappresentata dentro una nicchia, sopra la quale corre un ramo di fico; ai suoi piedi si riconosce una varietà di erbe, fra le quali la malva.
Non vi è certezza che il quarto pannello rappresenti effettivamente santa Lucia: sono stati proposti anche i nomi di sant'Antonia, santa Dorotea e santa Caterina. Un tralcio di vite si inanella sopra la nicchia, mentre ai piedi della santa si sono riconosciute piante di celidonia e di pilosella.

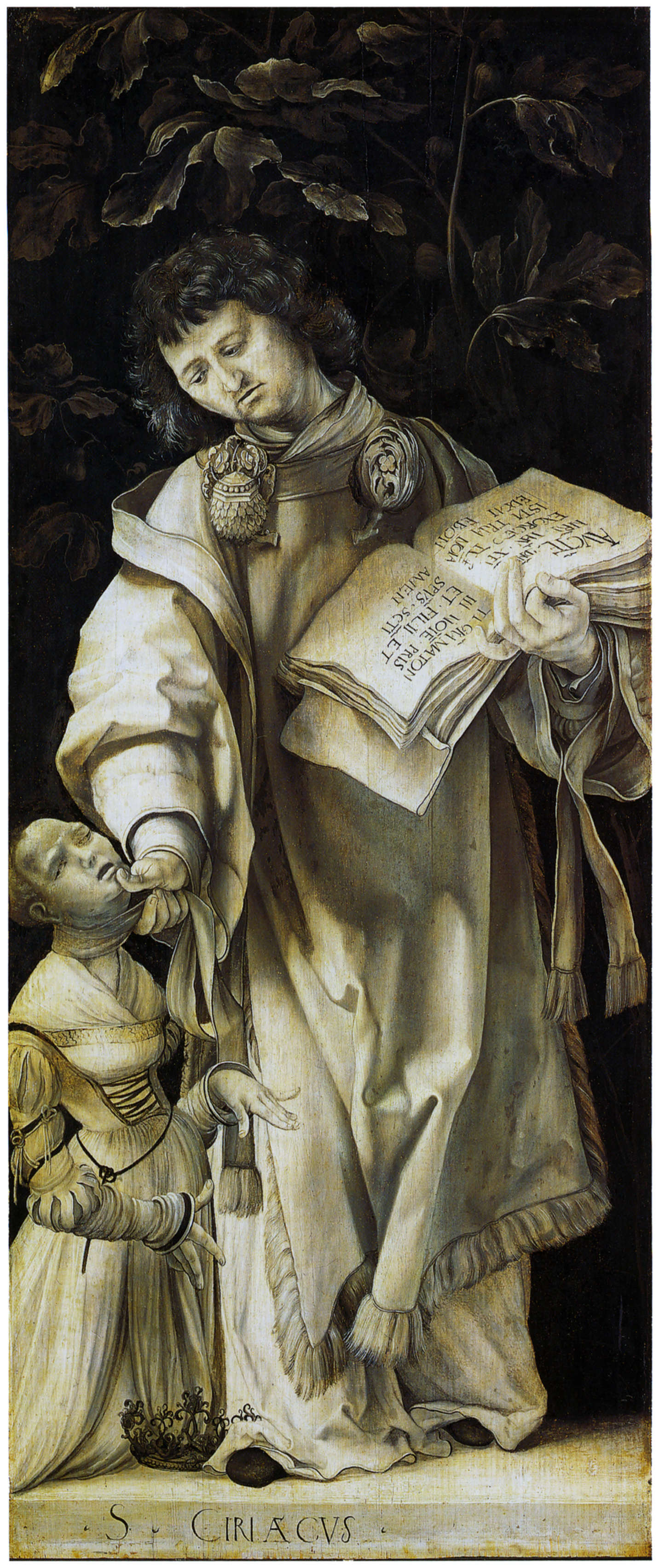
San Ciriaco
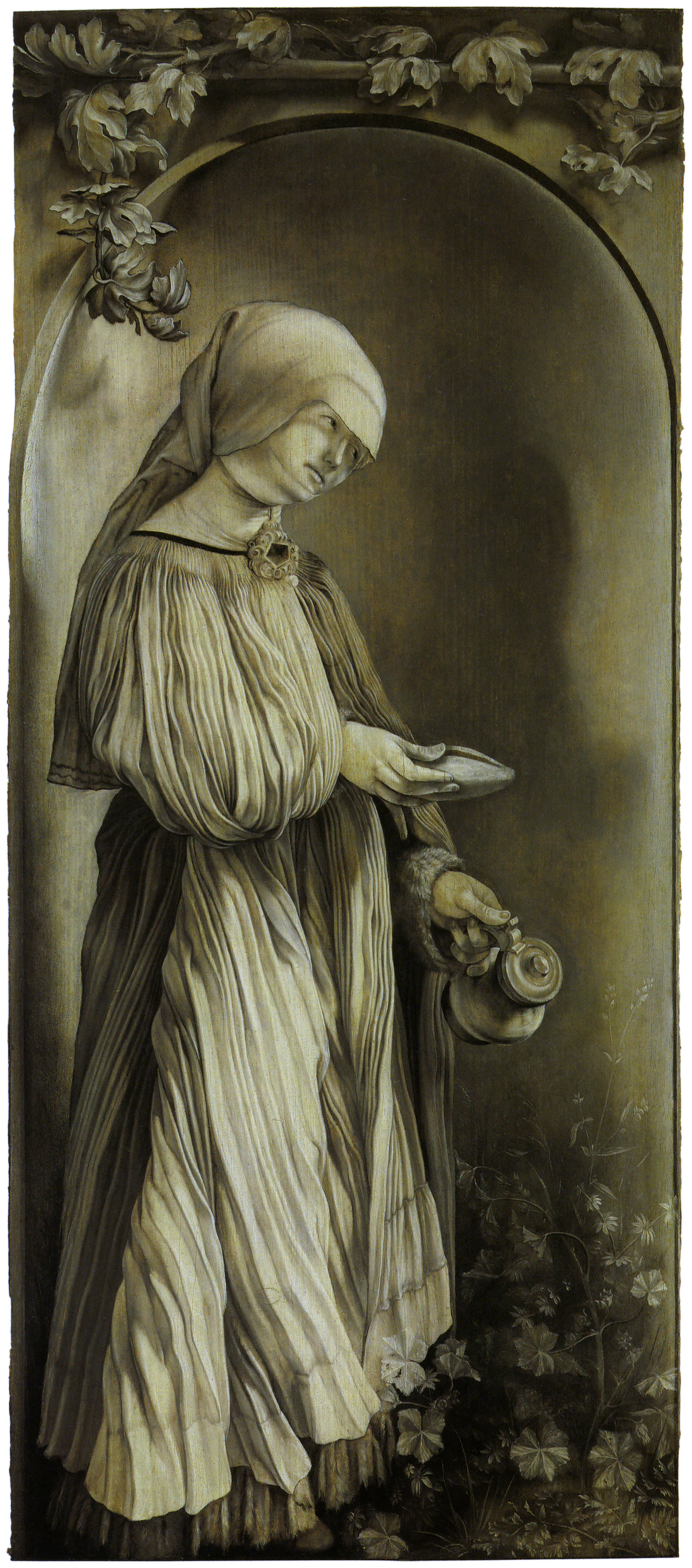
Santa Elisabetta di Turingia
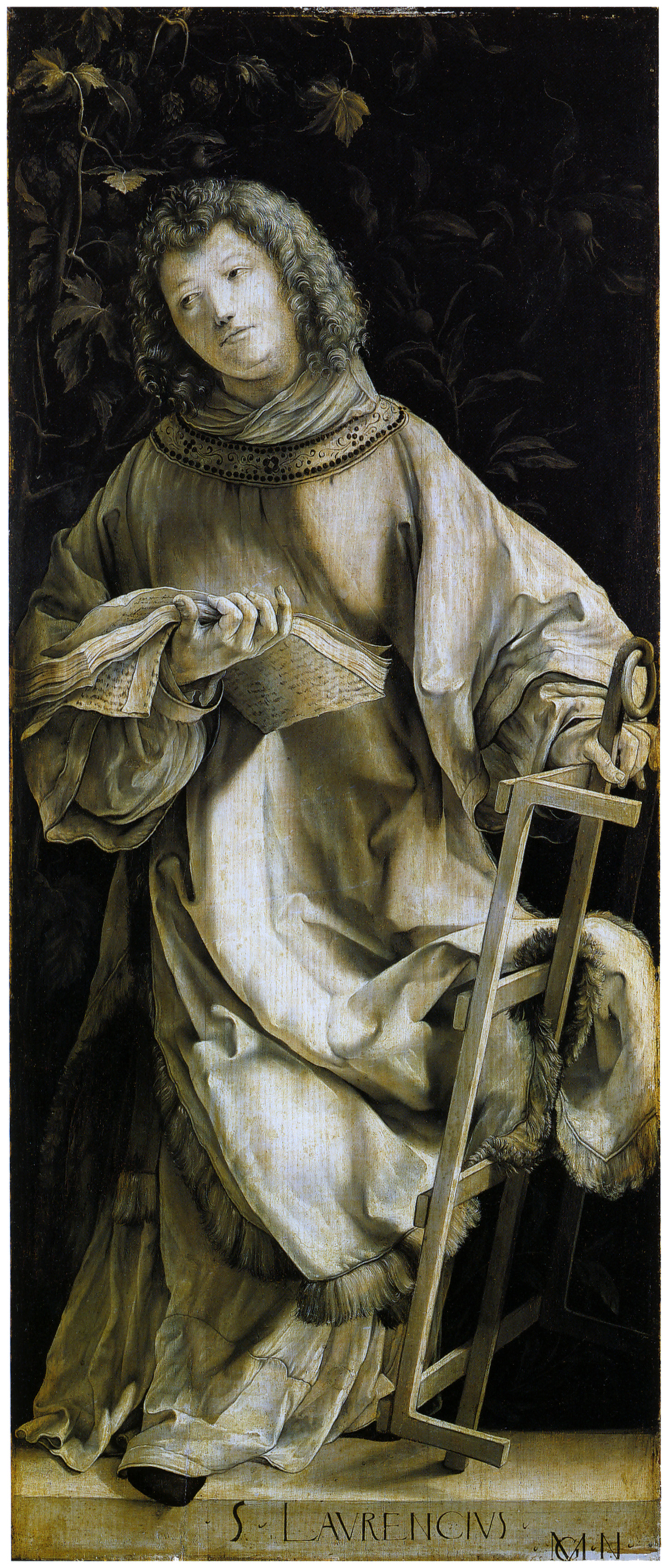
San Lorenzo
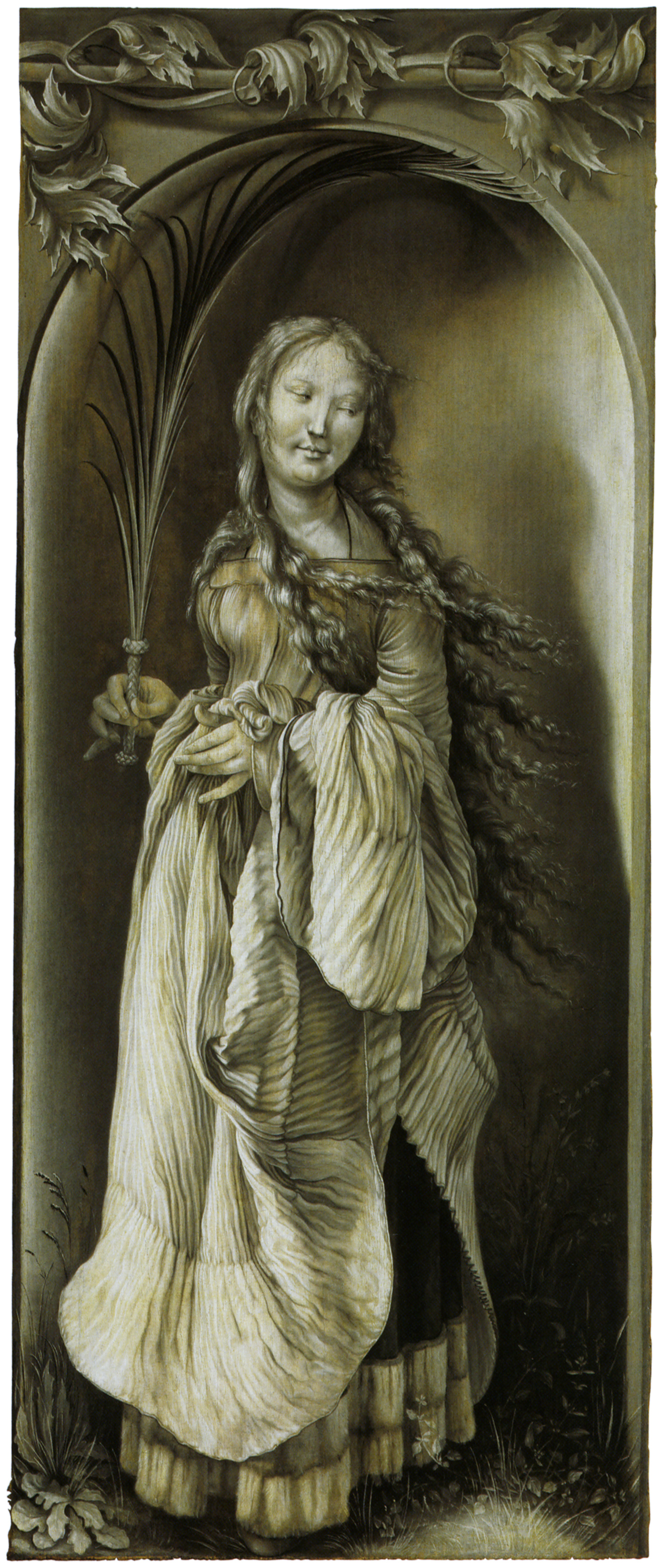
Santa Lucia (?)